# Abror Xidoyatov
Abror Xidoyatov (Abrar Chidojatow, russisch Абрар Хидоятов, wiss. Transliteration Abrar Chidojatov, geb. 1900; gest. 1958) war ein usbekisch-sowjetischer Theater- und Filmschauspieler sowie Sänger. Ihm wurde 1945 der Ehrentitel Volkskünstler der UdSSR verliehen.

## Leben
Abror Xidoyatov wurde am 14. August 1900 (nach anderen Quellen am 31. Dezember) im Degrez Mahalla in Taschkent geboren. Im Alter von zehn Jahren lernte er Dotar zu spielen und wurde Sänger. Auf der Bühne arbeitete er ab 1918 in der Turan-Theatertruppe unter der Leitung von Mannon Uygur (ab 1919 Karl-Marx-Truppe, ab 1920 Vorbildliche regionale Dramatruppe).
1927 schloss er sein Studium am Usbekischen Staatlichen Schauspielstudio am Usbekischen Bildungshaus (später: Usbekisches Bildungsinstitut „J. W. Stalin“) in Moskau ab, wo er bei Ruben Simonow, Lew Swerdlin und Iosif Toltschanow studierte. Die Absolventen dieses Studios bildeten die Grundlage des Usbekischen Theaters „Hamza“. Von 1927 bis zu seinem Lebensende war er Schauspieler der Zentralen Staatlichen Vorbildlichen Usbekischen Truppe in Samarqand (ab 1929: Staatliches Usbekisches Hamza-Theater in Taschkent, ab 2001: Usbekisches Nationales Akademisches Theater). Er spielte mehr als 70 Rollen.
Er stellte auf der Bühne Rollen aus russischen, europäischen und usbekischen Theaterstücken dar. Die Kunst des Schauspielers zeichnete sich durch eine helle heroisch-romantische Ausrichtung, tragisches Temperament gepaart mit psychologischer Tiefe aus. Er soll eine Stimme von seltener Schönheit und Intonationsreichtum besessen und die Kunst des Monologs fließend beherrscht haben.
Als Schauspieler im dramatischen Theater spielte er Volkslieder bei Konzerten und trat in Musikdramen und Komödien auf.
1936 schrieb er ein Theaterstück mit dem Titel Awas. Ab 1922 war er Mitglied der Kommunistischen Partei der Sowjetunion.
Abror Xidoyatov starb am 3. Oktober 1958 in Taschkent an einem Schlaganfall. Er wurde auf dem Chigʻatoy-Friedhof beigesetzt.